# Evaza tibialis
Evaza tibialis är en tvåvingeart som först beskrevs av Walker 1861.  Evaza tibialis ingår i släktet Evaza och familjen vapenflugor. Inga underarter finns listade i Catalogue of Life.